# Dyasia stigmatica
Dyasia stigmatica är en fjärilsart som beskrevs av Rothschild 1917. Dyasia stigmatica ingår i släktet Dyasia och familjen tandspinnare. Inga underarter finns listade i Catalogue of Life.